# Зарєчний (Архангельська область)
Зарєчний (рос. Заречный) — селище в Коноському районі Архангельської області Російської Федерації.
Населення становить 303 особи. Входить до складу муніципального утворення Коноське сільське поселення.

## Історія
Від 2004 року входить до складу муніципального утворення Коноське сільське поселення.

## Населення
| 2002 | 2010 | 2012 |
| ---- | ---- | ---- |
| 364  | ↘304 | ↘303 |